# إدوين لويس غارفين
إدوين لويس غارفين (بالإنجليزية: Edwin Louis Garvin)‏ هو محامي وقاضي أمريكي، ولد في 25 أكتوبر 1877 في Flatbush ‏ في الولايات المتحدة، وتوفي في 10 أكتوبر 1960 في باتشوغو في الولايات المتحدة.